# Видеоанализ
Видеоанализ (другое название — «захват движения» от англ. Motion capture) — запись и обработка видео информации, как правило о движениях. Видеоанализ был впервые разработан в исследованиях по биомеханике, но в последнее время широко применяется в медицине, биомеханике и компьютерных играх.

## Принципы видеоанализа
Существуют две основные разновидности видеоанализа. При использовании первой разновидности видео сначала записывается на каком-либо носителе (киноплёнка или видеоплёнка, компакт-диск, DVD-диск), а затем обрабатывается. Другой способ — это анализ в реальном времени.
Так как наш мир трехмерный, то в видеоанализе желательно иметь трехмерную информацию о движении предметов. С этой целью используются две видеокамеры. Видеоанализ «для начинающих» использует только одну камеру, что может оказаться достаточно в некоторых случаях, да и анализ гораздо проще.
Так как современная электроника и компьютерная техника во многом отстает от возможностей мозга, то, копируя то, что умеет делать мозг (в данном случае видеоанализ), приходится идти на упрощения. В видеоанализе упрощение заключается в том, что, вместо наблюдения за всем предметом, к нему прикрепляют маркеры, положение которых и анализируется. Например, если нужно проанализировать движение руки, то маркеры прикрепляются к плечу, локтю, запястью и в некоторых случаях к пальцам. Маркеры должны обладать контрастом по отношению к другим предметам, чтобы их легче было вычленить из зрительной сцены.
Анализ положения маркеров производится компьютерной системой.
В результате компьютерного анализа, видео преобразуется в запись трехмерного (двухмерного, в случае использования одной камеры) движения маркеров. Подобная система является одной из возможных реализаций технологии захвата движения (англ. motion capture)

## Применение видеоанализа в научных исследованиях
Видеоанализ применяется во многих видах научных исследований. Кому то может показаться забавным пример анализа движения сперматозоидов, но и такие исследования проводятся учеными.
В психологии видеоанализ применяется для исследования особенностей поведения, проблем развития моторики у детей, исследования закономерностей изменения координации и реакции — например, при тестировании новых медицинских препаратов и т. д.

## Видеоанализ в медицинской практике
Использование в клинике системы анализа движений, основанной на оптической регистрации обладает безусловным в сравнении с другими системами, так как на теле пациента отсутствуют устройства ограничивающие передвижение. Таким образом, естественная двигательная активность не искажается.
Видеоанализ применяется в реабилитационных центрах. С помощью системы видеоанализа получают количественные данные, которые позволяют оценить эффективность того или иного лечения. Таким образом реабилитационные центры могут выбрать наилучшее лечение для каждого пациента.
Видеоанализ применяется в общей и детской неврологии для исследования различных видов нарушений моторики, оценка результатов лечения таких заболеваний, как церебральный паралич, болезнь Паркинсона, инсульт и т. д.
В травматологии и ортопедии видеоанализ применим для диагностики нарушения двигательной функции, определения характера патологии, дополнительного анализа при принятии решения об оперативном вмешательстве, послеоперационной реабилитация пациента, апробации и тестирования ортопедического оборудования.

## Видеоанализ в кино, мультипликации и компьютерных играх
С помощью систем видеоанализа были созданы такие мощные компьютерные игры, как Dungeon Keeper 2 и Mortal Kombat. Видеоанализ использовался и в создании Omikron: The Nomad Soul, Rise to Honor, Soul Calibur III, Ведьмак, Empire: total war, Тень Зорро и множество других. Использование технологии захвата движений может подарить уникальную возможность, не отходя от экрана окунуться в сказочную вселенную, позабыв о джойстиках, клавиатурах, и прочих манипуляторах, используя для управления игрой обычные веб-камеры.
В кинематографе видеоанализ применялся при создании Звёздных войн, Титаника, Бэтмана, Терминатора-2. Такой пример как Flight of Fancy — одно из последних достижений в этой области, а фильм Беовульф — пример фильма, от начала до конца снятого с применением данной технологии.

## Видео
- Practical Motion Capture in Everyday Surroundings Архивная копия от 3 октября 2016 на Wayback Machine — ролик, наглядно показывающий работу технологии.